# Willy Merck

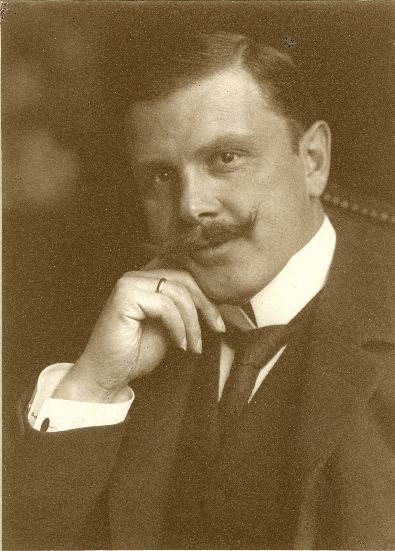
Willy Merck, um 1890

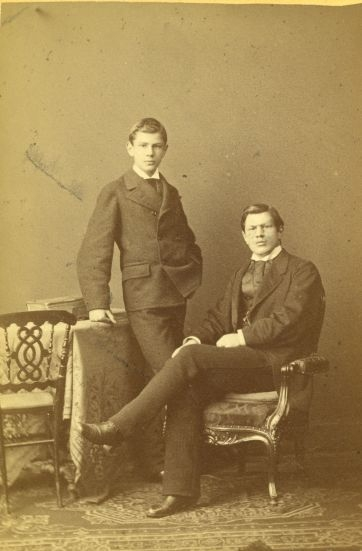
Willy Merck (links) mit seinem Bruder Emanuel August, um 1875

Willy Merck (* 27. Juni 1860 in Darmstadt; † 15. Dezember 1932 ebenda) war ein deutscher Chemiker und Unternehmer.

## Leben
Willy Merck war der Sohn von Georg Franz Merck (1825–1873) und dessen Frau Anna Merck geborene Schenk (1830–1908). Er studierte Chemie und wurde in Kiel 1886 mit dem Thema Ueber Cocain promoviert.
Merck war verheiratet mit Mathilde, genannt „Tilla“, geborene Nothwang (* 8. September 1864 in Frankfurt am Main; † 29. März 1958). Das Paar hatte drei gemeinsame Kinder: Emely (1891–1978), Hildegard (1892–1982) und Magda (1900–1956).
Nach dem Tod seines 1923 verstorbenen Bruders Emanuel August Merck übernahm Willy Merck als letzter seiner Generation die Geschäftsleitung von E. Merck (heute Merck KGaA).
1897/1898 ließ sich Merck von dem renommierten Architekten Emanuel von Seidl in Darmstadt die Merck-Villa bauen. Das Gebäude gehört heute der Stadt Darmstadt.
Seine Frau Mathilde Merck förderte finanziell die ariosophische Edda-Gesellschaft, das Ahnenerbe der SS und den nationalsozialistischen Funktionär Herman Wirth. Den 1939 erschienenen Katalog der Sammlung Dr. W. Merck widmete sie dem Reichsführer SS Heinrich Himmler mit den Worten:

„Dem Präsidenten des Ahnenerbes, Reichsführer der S.S. Heinrich Himmler widmet dieses Buch mit frohem Ausblick auf die grosse Zukunft der arisch-germanisch-deutschen Rasse in dankbarer Ergebenheit.“

## Ehrungen
1905 erhielt Merck die Ehrendoktorwürde der Martin-Luther-Universität Halle-Wittenberg.

## Weblink
- Merck, Willy. Hessische Biografie. (Stand: 28. November 2023). In: Landesgeschichtliches Informationssystem Hessen (LAGIS).